# Profitis Ilias (Salakos)
Der Profitis Ilias (griechisch Προφήτης Ηλίας) ist ein 798 m hoher Berg auf der griechischen Insel Rhodos.
Der aus Kalkstein bestehende Berg, der nach den zwei recht weit voneinander entfernten Gipfeln des Attavyros den dritthöchsten Berg der Insel darstellt, befindet sich im mittleren Westen der Insel etwa 2 km Luftlinie südwestlich vom Bergdorf Salakos. 
Weil sein Gipfelbereich militärisches Sperrgebiet ist, kann man bei der Besteigung nicht direkt auf den Gipfel wandern. Bergbesteigungen sind aber bis auf ca. 750 m auf einen Nebengipfel mit guten Aussichten möglich. Bei guten Sichtbedingungen blickt man über Teile der Inselgruppe Dodekanes und zur türkischen Südwestküste bis hin zur Ostküste. 

## Sehenswürdigkeiten
Bekannt ist der Berg bei Touristen als Sehenswürdigkeit, da unterhalb des Gipfels die Italiener in der Besatzungszeit Hotel und Villen im alpinen Stil errichteten. Eines der Nebengebäude von 1929 wurde renoviert und als Hotel Elafos (gr. für Hirsch) neu eröffnet. Die Sommerresidenz von Cesare Maria De Vecchi gegenüber ist als „Mussolini-Haus“ ein Lost Place.
Etwas unterhalb der Straße führt ein Wirtschaftsweg in Richtung Salakos zur Kapelle des heiligen Antonios. Ein Touristenziel in der Nähe ist die Kirche Agios Nikolaos Foundoukli mit Trinkwasserbrunnen im Osten.

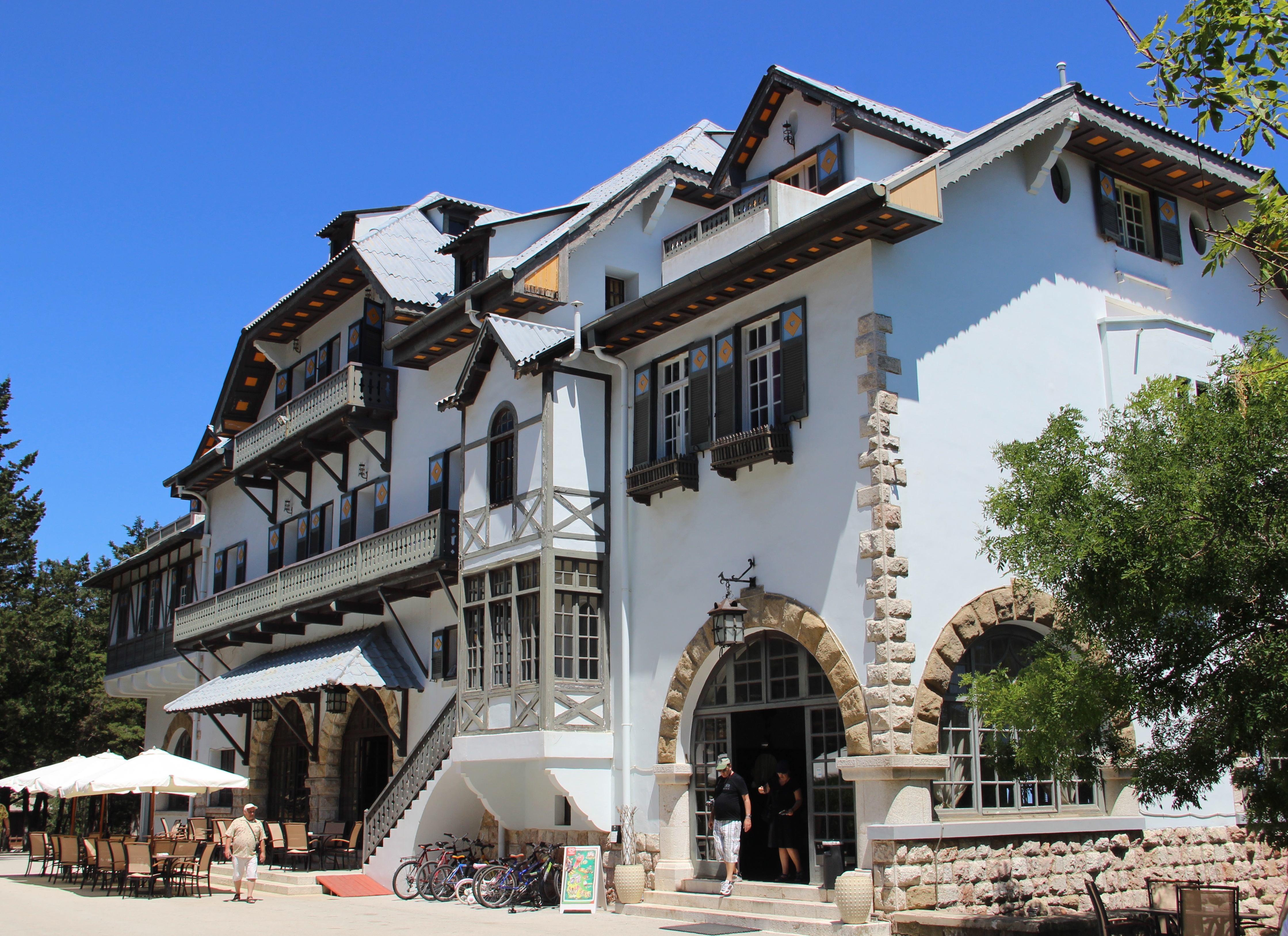
Hotel Elafos
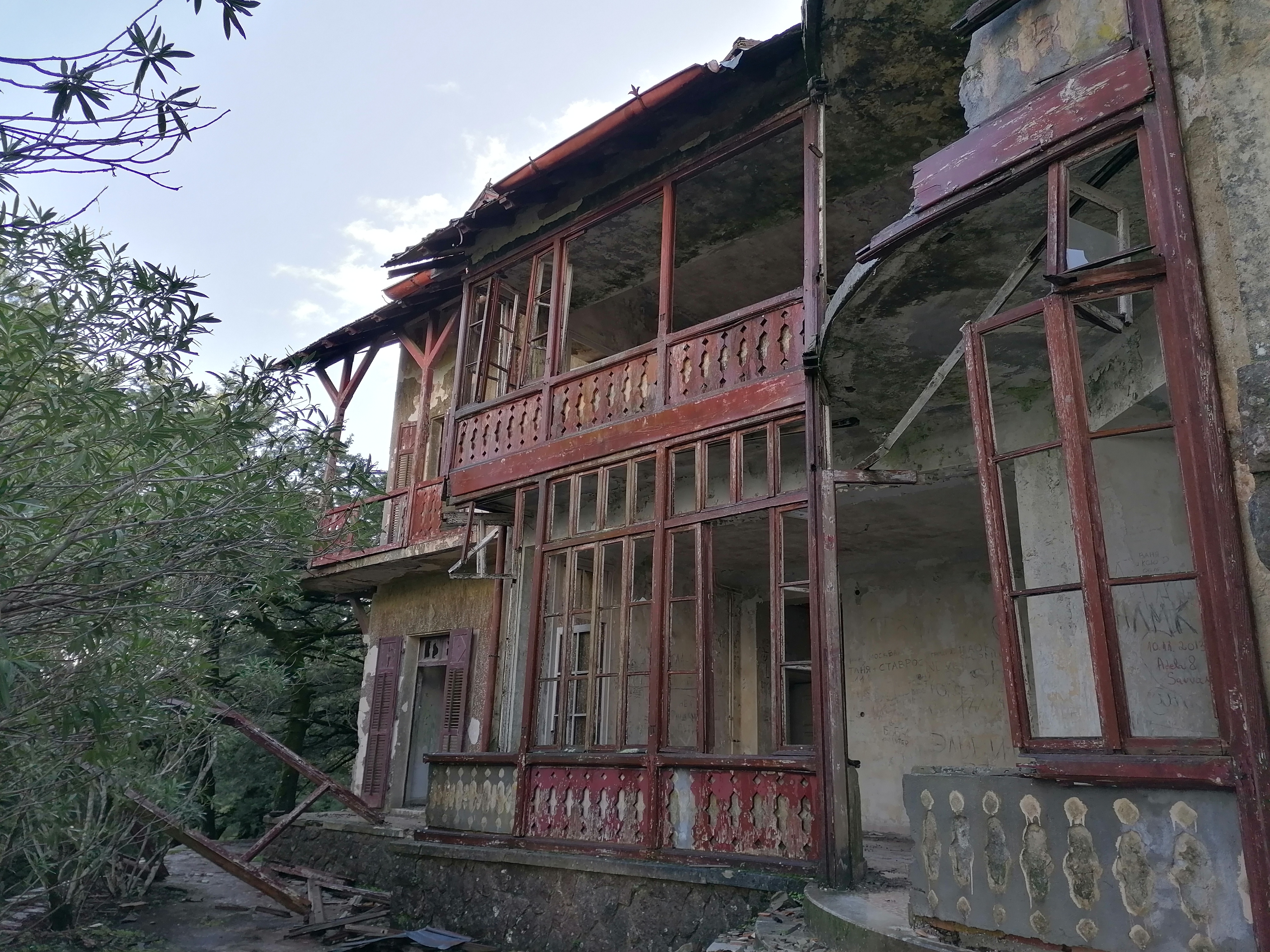
„Mussolini-Haus“
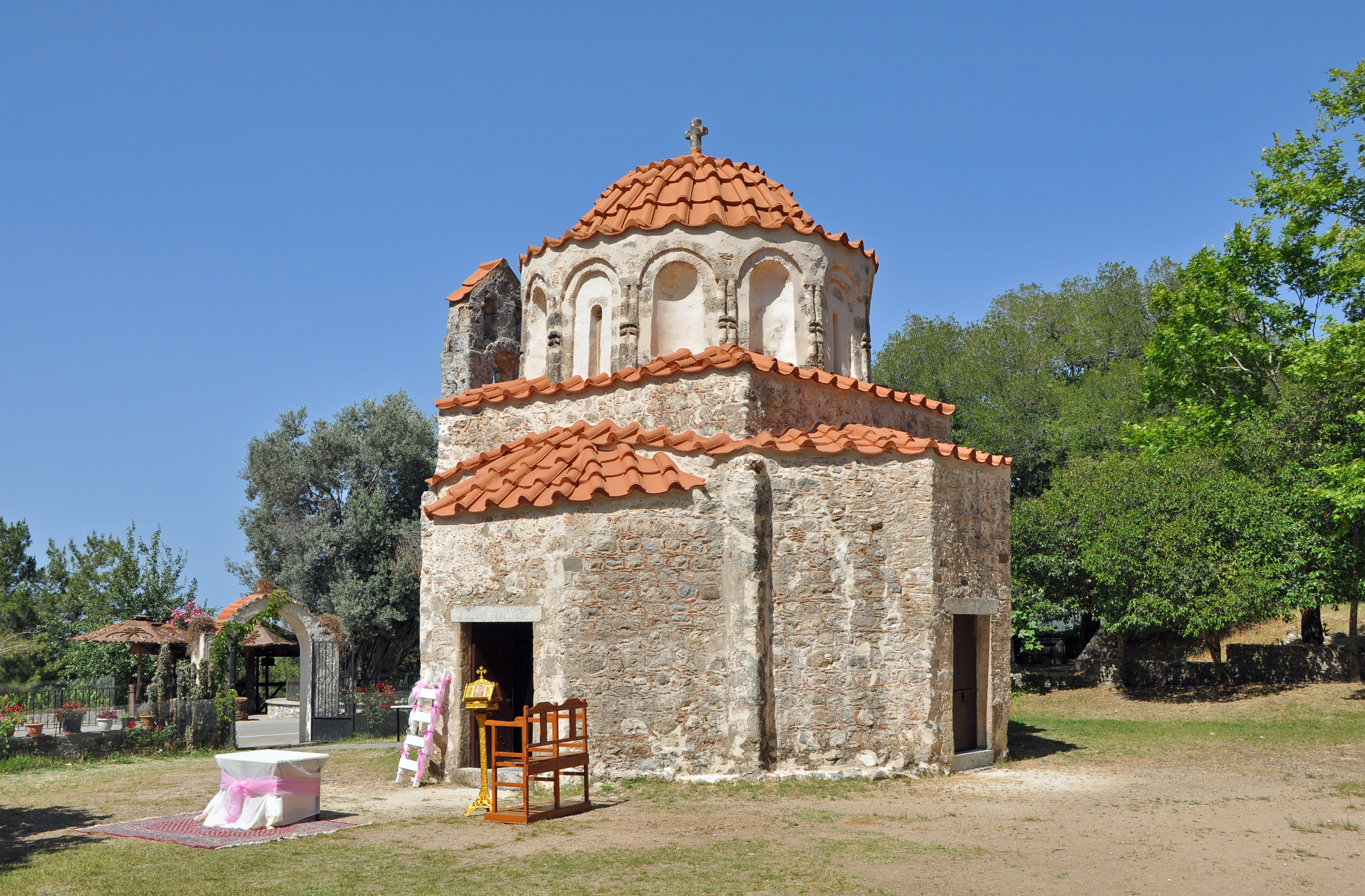
Agios Nikolaos Foundoukli